# A Death-Grip on Yesterday
Albums de Atreyu
The Curse The Best of...
A Death-Grip on Yesterday est le troisième album studio du groupe de Metalcore américain Atreyu. L'album est sorti le 28 mars 2006 sous le label Victory Records.
Il y a avec l'album un DVD contenant le making of de l'album, ainsi que des vidéos promotionnelles d'autres artiste sous le label Victory Records.
Comme pour l'album précédent du groupe, The Curse, une version instrumentale de l'album est sortie sur Itunes.
En août de la même année, une vidéo live a été faite pour le titre Untitled Finale.

## Ventes de l'album
La semaine de sa sortie, A Death-Grip on Yesterday s'est vendu à 69 000 exemplaires, en débutant a la 9e place du classement Billboard 200. En tout, plus de 340 000 copies de l'album ont été vendues.
L'album a également atteint la première place au classement Top Independent Albums de l'année 2006.
Un single a été extrait de cet album, Ex's and Oh's et a atteint la 24e place au Hot Mainstream Rock Tracks.

## Musiciens
- Alex Varkatzas - chant
- Dan Jacobs - guitare
- Travis Miguel - guitare
- Marc McKnight - basse, chant
- Brandon Saller - batterie

## Liste des titres
1. Creature - 2:59
2. Shameful - 3:30
3. Our Sick Story (Thus Far) - 3:32
4. The Theft - 3:58
5. We Stand Up - 3:07
6. Ex's And Oh's - 3:32
7. Your Private War- 3:24
8. My Fork In The Road - 3:26
9. Untitled Finale - 5:19